# Phaiaken

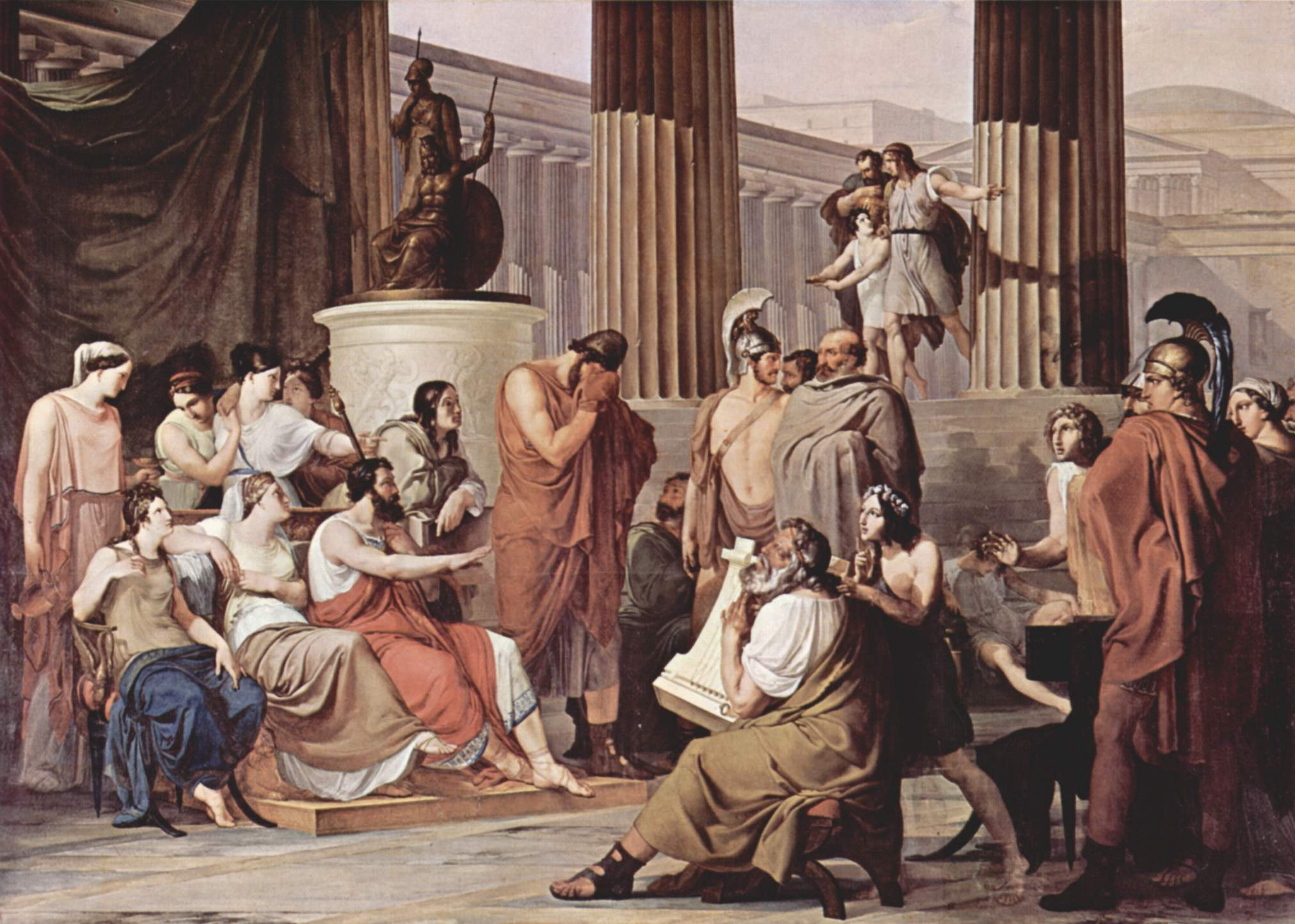
Francesco Hayez: Odysseus am Hof des Alkinoos (1815; Galleria Nazionale di Capodimonte, Neapel)

Die Phaiaken (altgriechisch Φαίακες Phaíakes, deutsch auch Phäaken aus lateinisch Phaeaces) sind ein Volk der griechischen Mythologie, das nach Homers Odyssee in Scheria lebte, nach den wesentlich später verfassten Argonautika des Apollonios von Rhodos auf der Insel Drepane.

## Mythologie

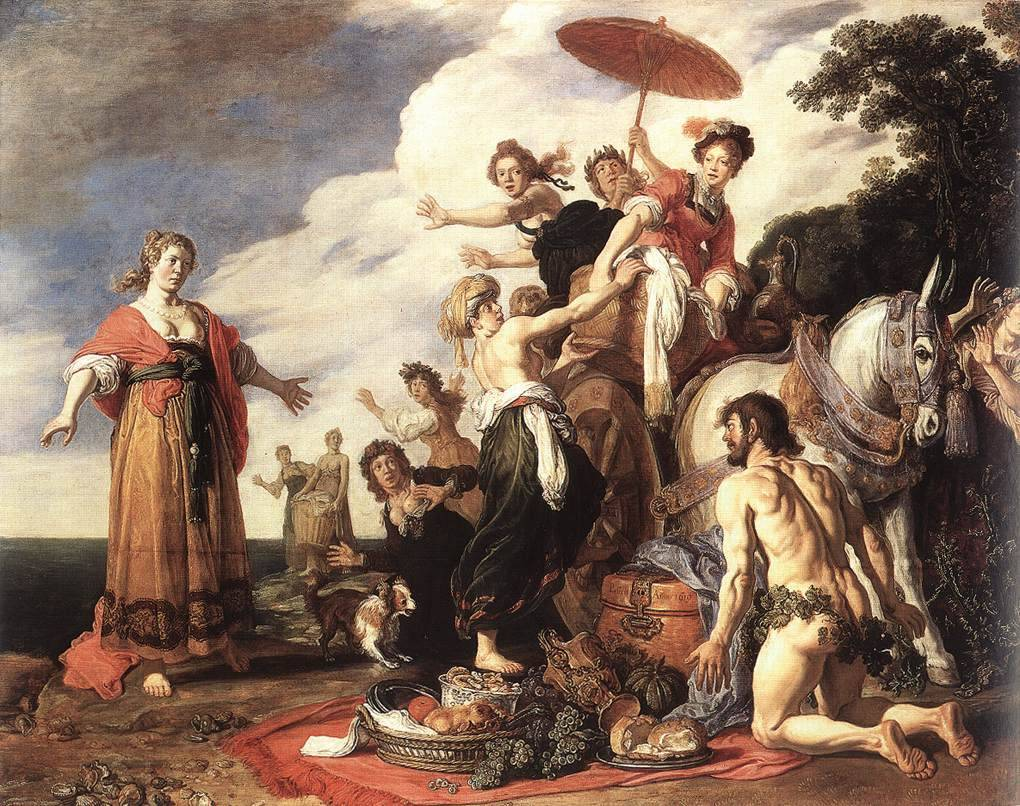
Pieter Lastman: Odysseus und Nausikaa (1619; Alte Pinakothek, München)

Die Phaiaken werden bei Homer einerseits als gastfreundlich charakterisiert, andererseits als Fremden gegenüber reserviert und diese nicht gerne bewirtend. Sie konnten ein glückliches und sorgenfreies Leben führen, da Scheria, bedingt durch die vorherrschenden Westwinde, sehr fruchtbar war und dort alles in Fülle wuchs.
Ursprünglich lebten die Phaiaken nach Homer in Hyperions Gefilden, nahe den Kyklopen, wurden dann aber von Nausithoos, dem Sohn des Poseidon und der Periboia, nach Scheria geführt, da sie von den Kyklopen immer wieder überfallen worden waren.
Die Phaiaken sollen begnadete Schiffbauer und Seefahrer gewesen sein, die ohne Steuermann oder -ruder mit ihren Schiffen, als hätten sie Flügel, über das Meer fuhren. Die Frauen waren für ihre Webkunst bekannt.
Als Odysseus auf der letzten Station seiner Reise den Strand des Phaiakenlandes erreicht, begegnet er dort am nächsten Tag der jungen Nausikaa, die ihm den Weg in die Stadt und zum Palast ihrer Eltern weist. Ihre Mutter war Arete, ihr Vater König Alkinoos, der Sohn des Nausithoos. Die Gunst der Eltern gilt es zuallererst zu gewinnen, da ihre Weisheit und ihr Rat allseits geachtet werden. Als Odysseus die Stadt betritt, hüllt ihn Athene mit „heiligem Nebel“ ein, den sie über sein Haupt ergießt, um ihn dadurch den Blicken der Phaiaken zu entziehen. Odysseus ist erstaunt über Pracht und Reichtum des Palastes, als er ihn betritt. Ihm gelingt es, das Vertrauen des Königspaars zu erlangen und Alkinoos verspricht, Odysseus mit einem phaiakischen Schiff in dessen Heimat Ithaka zu bringen. Nachdem am nächsten und übernächsten Tag zu Ehren des Odysseus Wettkämpfe und Gastmähler abgehalten werden, während derer Odysseus seine wahre Identität preisgibt, das verlockende Angebot ausschlägt, Nausikaa zu heiraten und ein unbeschwertes Leben in Scheria zu genießen, bringen ihn die Phaiaken nach Ithaka. Um sich dafür an den Phaiaken zu rächen, verwandelt der Meeresgott Poseidon das Schiff, das Odysseus nach Ithaka gefahren hat, auf der Rückfahrt kurz vor Erreichen des Hafens Scheria in einen Felsen.
Der Name leitet sich gemäß einer nach-homerischen Legende von Phaiax her, dem Sohn des Poseidon und der Nymphe Gorgyra (von der sich angeblich der antike Name Kerkyra für die Insel Korfu ableiten lässt).

## Übertragene Bedeutung
Im übertragenen Wortsinn wird der Begriff Phäaken benutzt, um geruhsam und üppig dahinlebende Leute zu bezeichnen. In dem Band Wien wörtlich (1948) von Josef Weinheber findet sich das Gedicht Der Phäake, das folgendermaßen beginnt:
Ich hab sonst nix, drum hab ich gern

ein gutes Papperl, liebe Herrn:

Zum Gabelfrühstück gönn ich mir

ein Tellerfleisch, ein Krügerl Bier,

schieb an und ab ein Gollasch ein,

(kann freilich auch ein Bruckfleisch sein),

ein saftiges Beinfleisch, nicht zu fett,

sonst hat man zu Mittag sein Gfrett.
Bereits Friedrich Schiller beschrieb in einem Zweizeiler (Donau in **) die Phaiaken als müßig im Luxus dahinlebende Menschen:
Mich umwohnt mit glänzendem Aug’ das Volk der Phaiaken;

Immer ist’s Sonntag, es dreht immer am Herd sich der Spieß.